# Béla Scitovszky

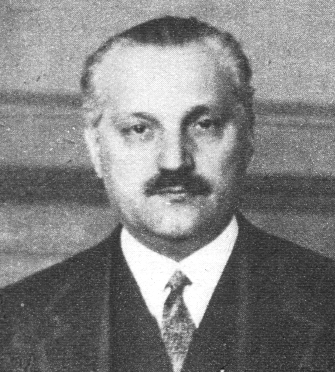
Béla Scitovszky

Béla Scitovszky de Nagykér (Boedapest, 23 april 1878 – aldaar, 20 augustus 1959) was een Hongaars politicus, die tussen 1926 en 1931 Hongaars minister van Binnenlandse Zaken was in de regering van István Bethlen. Hij was voorzitter van de Hongaarse Landdag van 1922 tot 1926. Tot 1935 was hij lid van het Huis van Afgevaardigden.
Hij was de broer van Tibor Scitovszky, die Hongaars minister van Buitenlandse Zaken was.